# ديني إديلسون
ديني إديلسون (17 يناير 1995 في الرأس الأخضر - ) هو لاعب كرة قدم برتغالي في مركز الدفاع في نادي البطائح الإماراتي. لعب مع نادي ماريتيمو.

## روابط خارجية
- ديني إديلسون على موقع ناشيونال فوتبول تيمز (الإنجليزية)
- ديني إديلسون على موقع Soccerway.com (الإنجليزية)
- ديني إديلسون على موقع AS.com (الإسبانية)